# タミー・リン・シッチ
タマラ "タミー" リン・シッチ（Tamara "Tammy" Lynn Sytch、1972年12月7日 - ）は、アメリカ合衆国の女性プロレスリング・マネージャー。ニュージャージー州マタワン出身。
1990年代のWWFでは夫のクリス・キャンディードらのマネージャーとして、サニー（Sunny）の別名で活躍。近年のWWEにおけるディーヴァの元祖の1人とされている。

## 来歴
テネシー大学在学中の1993年、ハイスクール時代からのボーイフレンドだったクリス・キャンディードの後を追ってプロレス業界にデビュー。当時はタミー・リン・フィッチ（Tammy Lynn Fytch）と名乗り、ジム・コルネットの主宰するテネシー州ノックスビルのスモーキー・マウンテン・レスリング（SMW）にてヒールのポジションで活動。キャンディードおよびブライアン・リーのマネージャーを担当し、SMWタッグ王座を巡る彼らとロックンロール・エクスプレスの抗争に介入した。
1994年下期、タマラ・マーフィー（Tamara Murphy） の名でレポーターとしてWWFに登場。ほどなくしてサニー（Sunny）と改名し、スキップのリングネームでWWFに参戦したクリス・キャンディードと合体、フィットネスのインストラクターをギミックとしたヒールの男女デュオ "ザ・ボディドナーズ（The Bodydonnas）" を結成する。後にスキップのタッグ・パートナーとしてジップが加入してからは、1996年3月31日の『レッスルマニアXII』にて彼らをWWF世界タッグ王者に導いた。
スキップ&ジップと仲間割れ後は、ビリーとバートのスモーキン・ガンズなどのマネージャーを経てベビーフェイスに転向。テレビや雑誌、広告物など各種のメディアにも頻繁に登場し、AOLの "The Most Downloaded Woman" にもなって世界的な名声を獲得した。PPVではゲスト・リングアナウンサーや特別レフェリーに起用されて華を添え、"LOD 2000" として復活したリージョン・オブ・ドゥームのマネージャーも務めたが、ペインキラー中毒などの諸問題のため、1998年7月にWWFを解雇された。
その後は名義を本名のタミー・リン・シッチ（Tammy Lynn Sytch）に戻し、ECWにてクリス・キャンディードと再合体。ランス・ストームやシェーン・ダグラスなどキャンディードの抗争相手が引き連れていた女性マネージャーとの対立アングルも組まれ、彼女のパロディとしてタミー・リン・ビッチ（Tammy Lynn Bytch）を名乗っていたドーン・マリーやフランシーンを相手にキャットファイトを展開した。
1999年にECWを離れ、2000年にはキャンディードと共にWCWと契約。ペイズリーと抗争するが、再びドラッグ問題を起こし短期間で解雇されている。以後、2000年代前半はUSAプロレスリングなどのインディー団体に時折出場していた。
2005年4月28日のクリス・キャンディード死去後は、6月10日に開催されたECWのリユニオン・イベント "Hardcore Homecoming" にテリー・ファンクのマネージャーとして登場。以降はインディー団体へのスポット出場を精力的に開始し、サブゥーやライノらECWの盟友をはじめ、キングコング・バンディ、レックス・ルガー、ティト・サンタナなどレジェンドのマネージャー役も担当した。
2007年12月10日、『RAW』15周年記念番組のオープニング・セグメントにトリプルHの紹介で出演、久々のWWE登場を果たしている。同年12月22日には、地元ニュージャージーの女子プロレス団体WSUで世界王座を獲得。翌2008年は、ROHに度々登場した。
2009年4月5日の『レッスルマニアXXV』では、「ミス・レッスルマニア」を決定するディーヴァ・バトルロイヤルに出場。2011年には過去の功績をたたえ、存命の人物としては史上最年少でWWE殿堂に迎えられた。
2022年3月下旬、フロリダ州オーモンドビーチにおいて高速道路を猛スピードで運転していたとろ、信号停止の車に追突、75歳の運転手が死亡した。サニーの血液からは基準値の約3.5倍のアルコールが検出。5月6日夜、飲酒運転過失致死罪をはじめ8つの罪状で逮捕され、ボルーシャ郡刑務所に連行されたが、保釈金22万7500ドル（約3000万円）で翌日には釈放された。

## 主な担当選手
- クリス・キャンディード
- ブライアン・リー
- ブー・ブラッドリー
- ザ・ボディドナーズ（スキップ&ジップ）
- ザ・ゴッドウィンズ（ヘンリー・O・ゴッドウィン&フィニアス・I・ゴッドウィン）
- ザ・スモーキン・ガンズ（ビリー・ガン&バート・ガン）
- ファルーク・アサッド
- LOD 2000（ホーク&アニマル）
- バンバン・ビガロ
- ランス・ストーム
- ジェリー・リン
- ロウ・キー
- アンディ・ダグラス[4]
- チェイス・スティーブンス[4]
- ロメオ・ロゼリー[4]

## 獲得タイトル
WSU
- WSU世界王座 ： 1回[3][9]

WWE
- WWE殿堂 ： 2011年度[5]